# Izraelské vojenské námořnictvo
Izraelské vojenské námořnictvo (hebrejsky: חיל הים הישראלי‎, Chejl ha-jam ha-jisra'eli, doslova Izraelské námořní vojsko; anglicky: Israeli Sea Corps) je námořní složka Izraelských obranných sil. Mezi jeho operační oblasti patří Středozemní moře, Akabský záliv a Rudé moře. V námořnictvu slouží 4800 profesionálních vojáků a 3200 branců. Dalších zhruba 4000 mužů jsou rezervisté. Námořnictvo tvoří hlídkové a raketové čluny, menší výsadková plavidla, korvety a ponorky. Základny má ve městech Haifa, Ašdod a Ejlat. Velitelství sídlí v Tel Avivu. Velitelem námořnictva je kontradmirál (tat-aluf) Eli Šarvit.

## Historie a vývoj

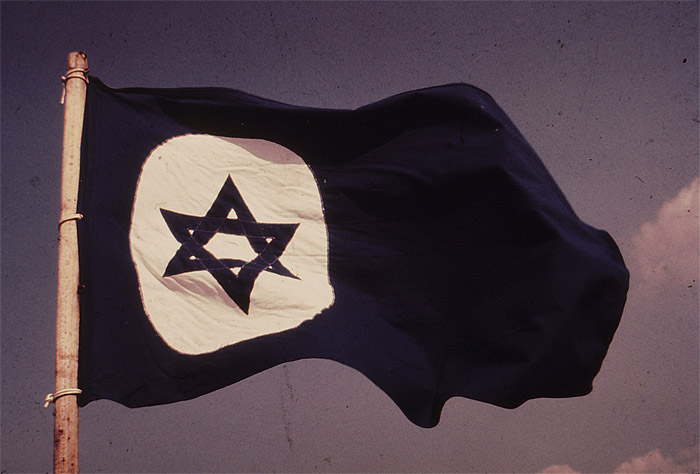
Jedna z prvních vlajek námořnictva

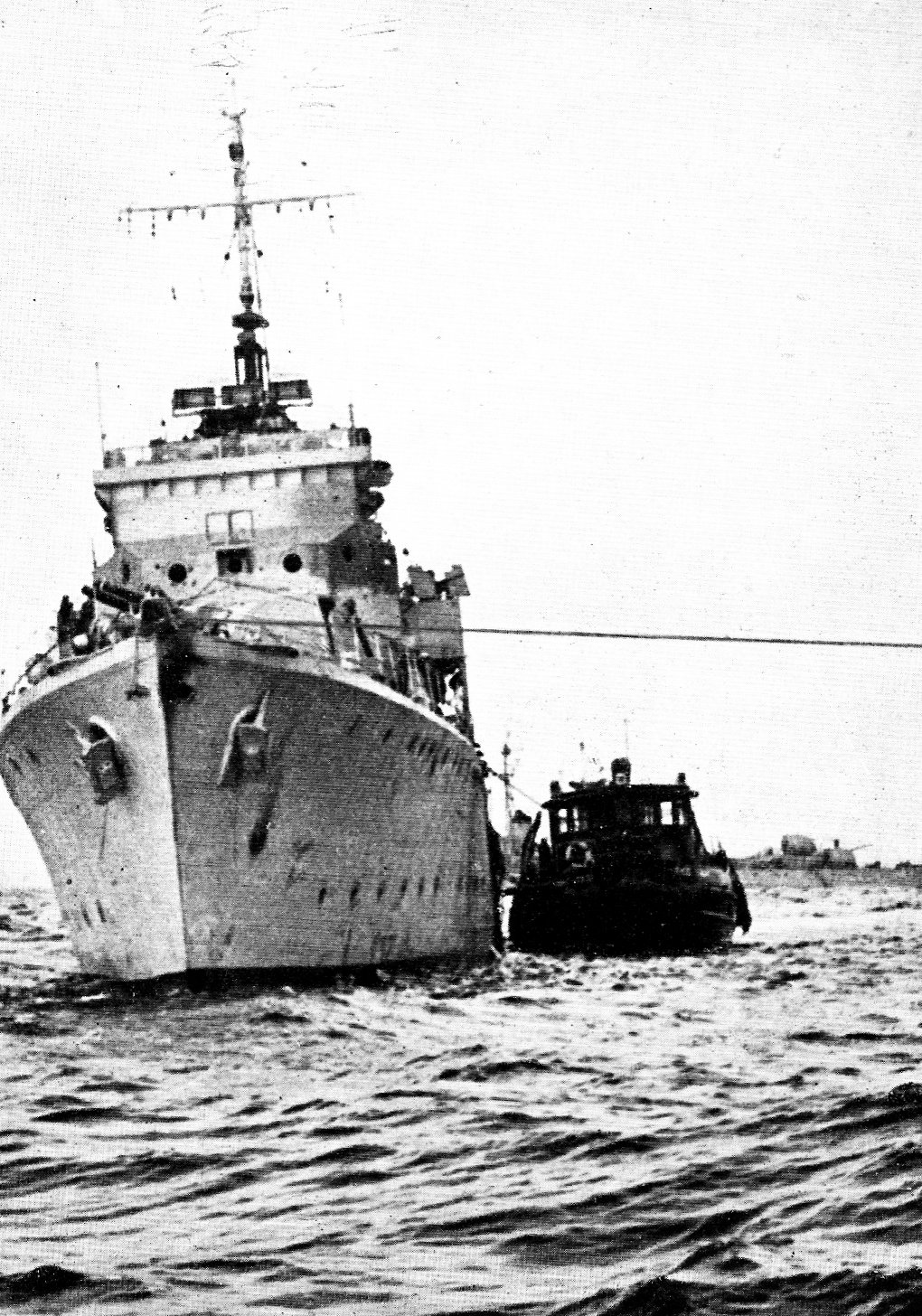
Torpédoberec El Awal

Předchůdcem izraelského námořnictva byly jednotky Paljam, napojené na elitní židovské oddíly Palmach, které již před vznikem státu Izrael ve 40. letech operovaly na moři, zejména při asistování ilegální židovské imigraci. Vznik izraelského námořnictva coby řádné vojenské síly se datuje do období let 1948–1949, kdy probíhala izraelská válka za nezávislost. Ve svých počátcích bylo vzhledem k finanční tísni izraelské námořnictvo poměrně skromné a bylo vybaveno několika ozbrojenými hlídkovými čluny. Za první větší úspěch izraelského námořnictva se pokládá 22. říjen 1948, kdy během námořní části operace Jo'av výbušným člunem zničilo vlajkovou loď egyptského královského námořnictva, šalupu El Amir Farouk. Koncem roku 1948 se rovněž speciální jednotka vojenského námořnictva v rámci operace Hatchala podílela na přerušení železniční trati mezi městy al-Ariš a Rafáh.

Fregata INS Misgav

První válečné lodě získal Izrael po válce v období let 1950–1951. Jednalo se o tři fregaty třídy River (Mivtach, Misnak a Misgav) a dvě korvety třídy Flower (Wedgewood a Hagana) zakoupené od Spojeného království.
Již od konce 40. let námořnictvo vlastnilo tři torpédové čluny typu Vosper. V 50. letech pak získal do své výzbroje dalších sedm torpédových člunů. Jeden z nich byl účastníkem incidentu z šestidenní války, kdy došlo k torpédování neidentifikované lodi, které se později ukázala jako americká speciální průzkumná loď USS Liberty.
V roce 1955 izraelské námořnictvo posílily dva britské torpédoborce třídy Z (Ejlat a Jaffa). V roce 1956 k nim ještě přibyl egyptský torpédoborec Ibrahim El Awal (třída Hunt), který během sinajské války ostřeloval Haifu a po útoku izraelského letectva a námořnictva byl poškozen a jeho posádka se vzdala. Izrael jej získal jako válečnou kořist, opravil jej a od ledna 1957 tento torpédoborec sloužil v řadách izraelského námořnictva pod jménem Haifa. V říjnu 1967 byl pak potopen torpédoborec INS Ejlat, čímž začala tzv. Opotřebovací válka.
Koncem 50. let probíhala jednání s britskou vládou o nákupu dvou ponorek třídy S (Tanin a Rahav). Jednalo se o zastaralý typ ponorek předválečné koncepce, který měl řadu nedostatků, mezi něž patřila nízká rychlost, nízký ponor a problémem bylo také to, že ve Středomoří dosahovaly teploty uvnitř ponorky až 40 °C. Ponorky se zúčastnily tajných akcí před šestidenní válkou. Vyřazení se dočkaly po nákupu modernějších ponorek třídy T.
V 60. letech se námořnictvo rozhodlo pro vyzbrojení rychlými čluny s protilodními střelami. Nový typ lodi vyprojektovala německá firma Lursen Werfr a šest takto navržených lodi, označovaných jako Sa'ar 1 a Sa'ar 2 následně vyrobila francouzská firma. První tři (Sa'ar 1: Mitrach, Miznag a Mifgau) byly námořnictvu dodány v roce 1967, zbylé tři (Sa'ar 2: Haifa, Ejlat a Akko) pak v roce 1968. V roce 1966 byla objednána modifikace původních lodí, označovaná jako Sa'ar 3. Celkem se jednalo o šest lodí. Kvůli francouzskému embargu, ale nebylo možné lodě vypravit a tak byly nakonec koncem roku 1969 „uneseny“ izraelským komandem. Dvě lodě třídy Sa'ar 3 (Hanit a Hetz) byly v roce 1989 prodány Chile. V polovině 90. let pak došlo k vyřazení lodí obou tříd a k jejich následnému sešrotování. Jedna z lodí (Soufa) byla potopena několik kilometrů jižně od přístavu Ejlat, jakožto cíl potápěčů.

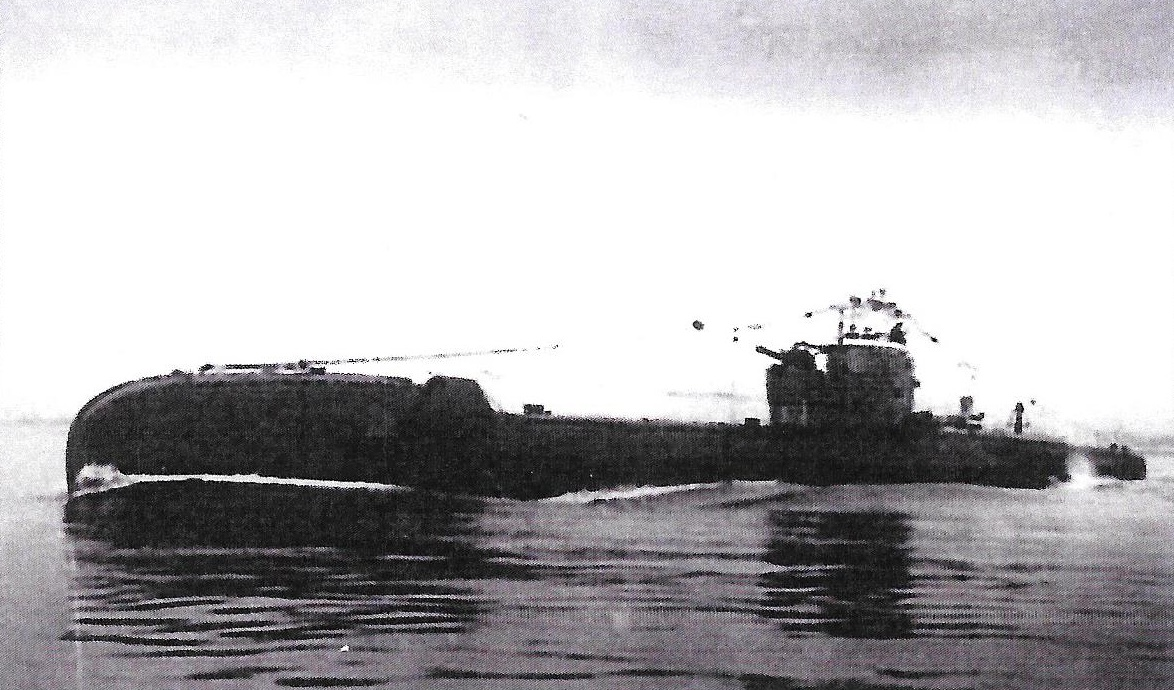
Ponorka třídy T HMS Totem

Během 60. let došlo také k nákupu ponorek třídy T (Leviatan, Dakar a Dolphin). Pro potřeby izraelského námořnictva ale nebyly příliš vhodné, jelikož se jednalo spíše o oceánské ponorky, než o příbřežní. V roce 1968 se stala největší tragédie izraelského námořnictva, když se ponorka INS Dakar (ex HMS Totem), která plula z britského Portsmouthu do Izraele, ztratila ve Středozemním moři. Její trosky se podařilo nalézt až v roce 1999, kdy byly také zjištěny příčiny katastrofy. V roce 2000 pak byla velitelská věž ponorky vyzvednuta a umístěna v Námořním muzeu v Haifě. Zbylé dvě ponorky (Leviatan a Dolphin) byly zapojeny do tajných akcí během opotřebovací války. V první polovině 70. let pak byly obě vyřazeny z provozu.

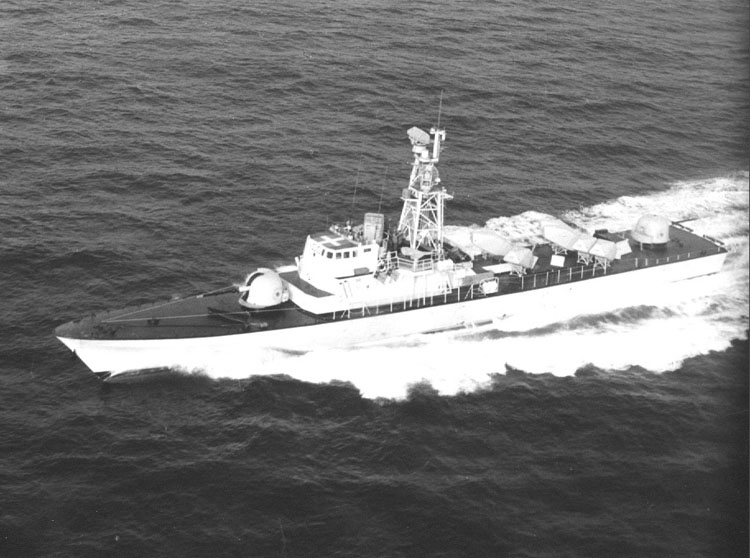
Raketový člun INS Kešet

Koncem 60. let se námořnictvo rozhodlo pro výrobu nových a větších raketových člunů. Ty se již vyráběly v loděnici v Haifě. První dva čluny třídy Sa'ar 4 (Rešef a Kešet) byly hotovy v roce 1973 a bojovaly během jomkipurské války. V letech 1974 a 1975 byly spuštěny na vodu další čtyři čluny třídy Rešef (Romach, Kidon, Tarkiš a Jaffa). Dva z nich slouží po přestavbě v 90. letech dodnes. Čluny Rešef, Kešet a Romach byly prodány do Chile, zbylé čluny, až na INS Kidon a INS Jaffa, byly v 90. letech sešrotovány.
Po katastrofě, která postihla ponorku INS Dakar, začalo izraelské námořnictvo s výběrem nových ponorek. Nakonec došlo k výběru modifikované verze německé ponorky Typ 206. Tento typ ponorky se v Izraeli označuje jako třída Gal. První ponorky této třídy dostal Izrael v roce 1976 (Gal) a 1977 (Tanin a Rahav). Ihned po dodání se zapojily do operací u Libanonu. Modernizací prošly v roce 1983 a následně celkovou modernizací v polovině 90. let. Ve službě byly 25 let a zúčastnily se například první libanonské války. Po přechodu na ponorky třídy Dolphin byly vyřazeny v roce 2002.
Začátkem roku 1975 se námořnictvo rozhodlo pro výstavbu nových raketových člunů (třída Nicachon – Sa'ar 4). V letech 1978 a 1979 byly spuštěny na vodu celkem čtyři čluny této třídy (Nicachon, Komemiut, Acma'ut a Moledet). Oproti třídě Rešef se liší velikostí, výtlakem a moderností vybavení.
Počátkem 80. let byly do izraelského námořnictva zařazeny čtyři raketové čluny třídy Sa'ar 4.5 (Alija, Geoula, Romat a Kešet), které byly díky své vybavenosti (plošina pro přistávání vrtulníků) vůdčími loděmi svazu raketových člunů. V roce 1985 se čtyři raketové čluny třídy Sa'ar 4.5 zúčastnily akce, při které byl zabit terorista Abú Džihád. V 80. letech také získal Izrael do své námořní floty 3 křídlaté raketové čluny třídy Shimrit. Jejich názvy jsou Shimrit, Snapirit a Livnit a jednalo se o nejrychlejší raketová plavidla v izraelské flotě.
Již od 80. let izraelské námořnictvo hledalo náhradu za zastaralé ponorky třídy Gal. Nakonec byl vybrán německý typ 800 a od roku 1994 probíhala stavba ponorek. Na celém projektu se výrazně podílela německá vláda. První ponorka (INS Dolphin) byla na vodu spuštěna 15. dubna 1996 a do služby nastoupila v roce 1999. Další dvě (Leviatan a Tekuma) vstoupily do služby v roce 2000.
V 90. letech pokračovala stavba vylepšené druhé skupiny Sa'ar 4.5. První postavenou lodí byla INS Hetz, přičemž následovaly sesterské lodě Kidon, Tarshish, Yaffo, Herev a Sufa. Lodě jsou vybaveny nejmodernější izraelskou elektronikou. Mimo jiné také obranný protiletadlový a protiraketový systém Barak 1.
V 90. letech byly také dokončeny největší a nejmodernější lodě izraelského námořnictva, korvety třídy Sa'ar 5, na jejichž výstavbě se podílela i firma Northrop Grumman Ship Systems. V letech 1994–1995 byly na vodu spuštěny celkem tři lodě třídy Sa'ar 5 (Ejlat, Lahav a Hanit).

## Síly

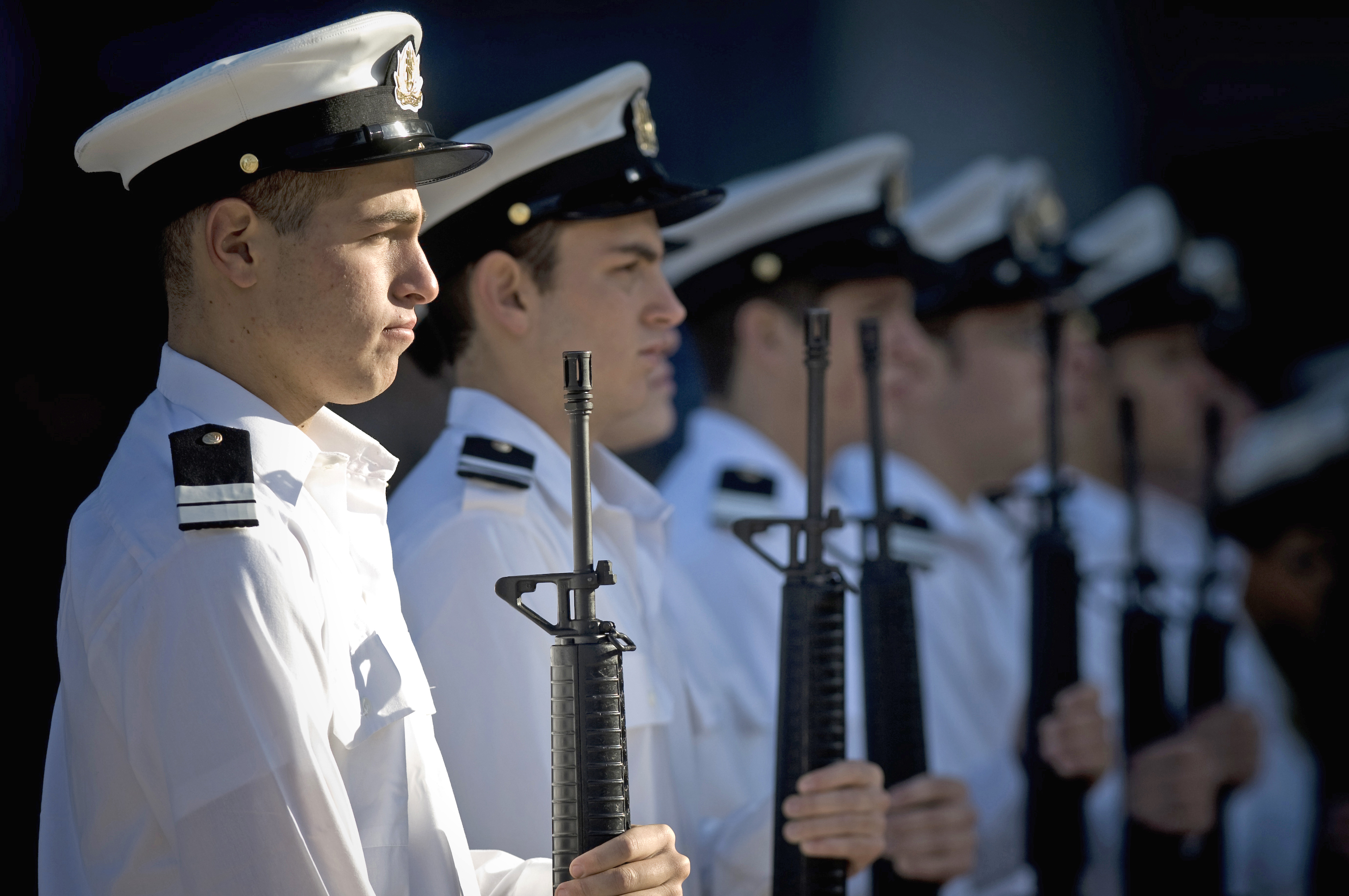
Vojáci izraelského námořnictva

### Třetí flotila
Raketové čluny s přístavem v Haifě.

#### Úkoly jednotky
- Ochrana izraelských obchodních lodí před cizím loďstvem.
- Zabránění možné námořní blokády izraelských přístavů v době války.
- Blokáda nepřátelských přístavů v době války.

### Sedmá flotila
Ponorková jednotka, která je dobrovolnou elitní jednotkou. Založena byla v roce 1959.

#### Úkoly jednotky
- Útok na nepřátelská plavidla v jejich domovských přístavech.
- Získávání tajných informací.
- Podpora jiných jednotek.

#### Plavidla
- Pět vyspělých diesel-elektrických ponorky třídy Dolphin schopných nést modifikované křižující střely Popeye s jadernými hlavicemi. 24. srpna 2006 si izraelské námořnictvo objednalo z Německa další tři ponorky třídy Dolphin, vybavené pomocným pohonem nezávislým na přístupu vzduchu (AIP).

### Třináctá flotila
Elitní námořní speciální protiteroristická jednotka izraelské armády o síle 300 mužů. Příslušníci jednotky jsou cvičeni k obojživelným a podvodním sabotážním operacím.

## Současná flota

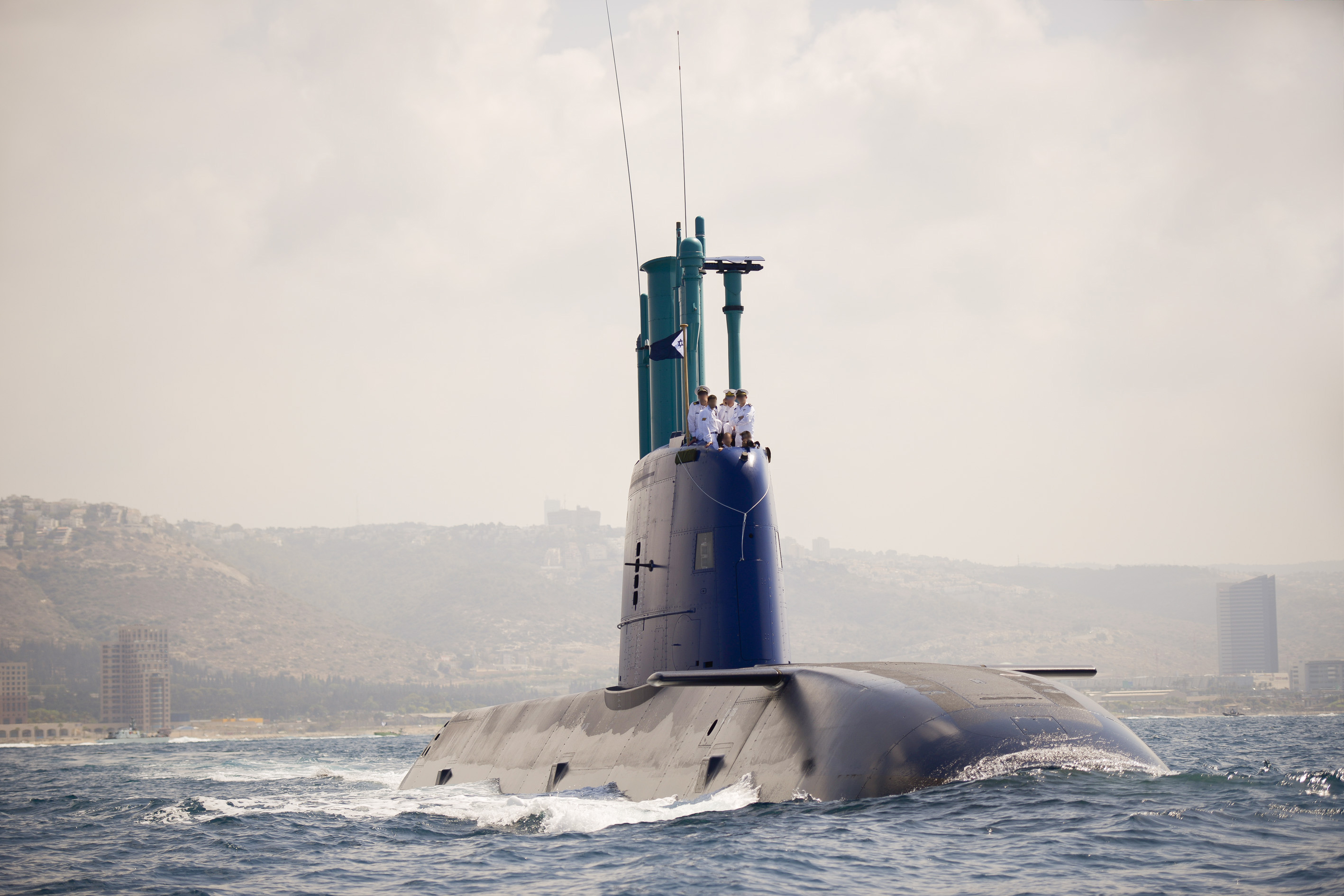
INS Tanin

### Ponorky
- Třída Dolphin, typ 800
  - INS Dolphin (1999)
  - INS Leviatan (1999)
  - INS Tekuma (2000)
  - INS Tanin (2014)
  - INS  Rahav (2016)

### Korvety

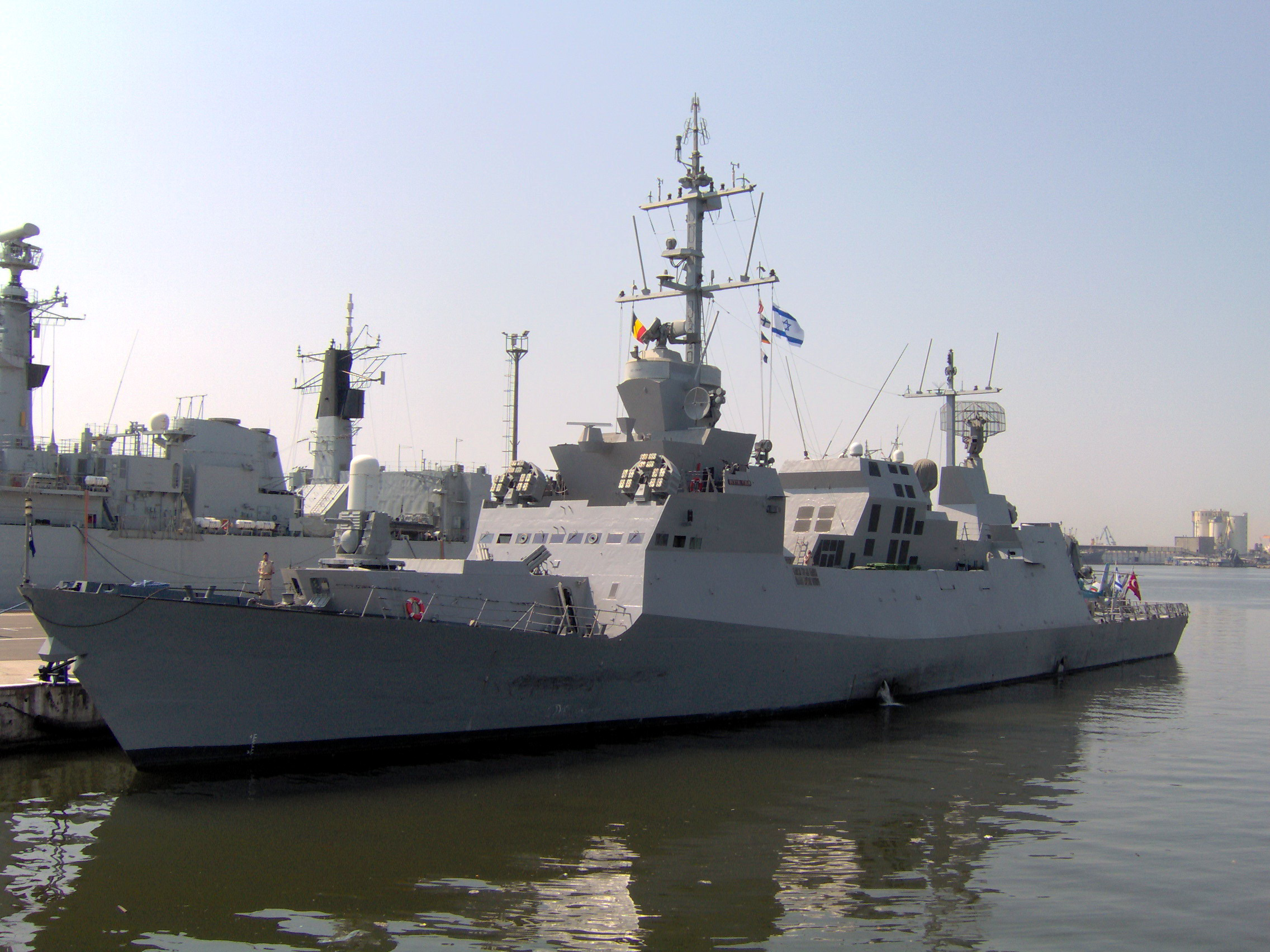
INS Ejlat, 2006

- Třída Sa'ar 6
  - INS Magen (2020)
  - INS Oz (2021)
  - INS Atzmaut (2021)
  - INS Nitzachon (2021)

- Třída Sa'ar 5
  - INS Ejlat (501) (1994)
  - INS Lahav (1994)
  - INS Hanit (1995)

### Raketové čluny

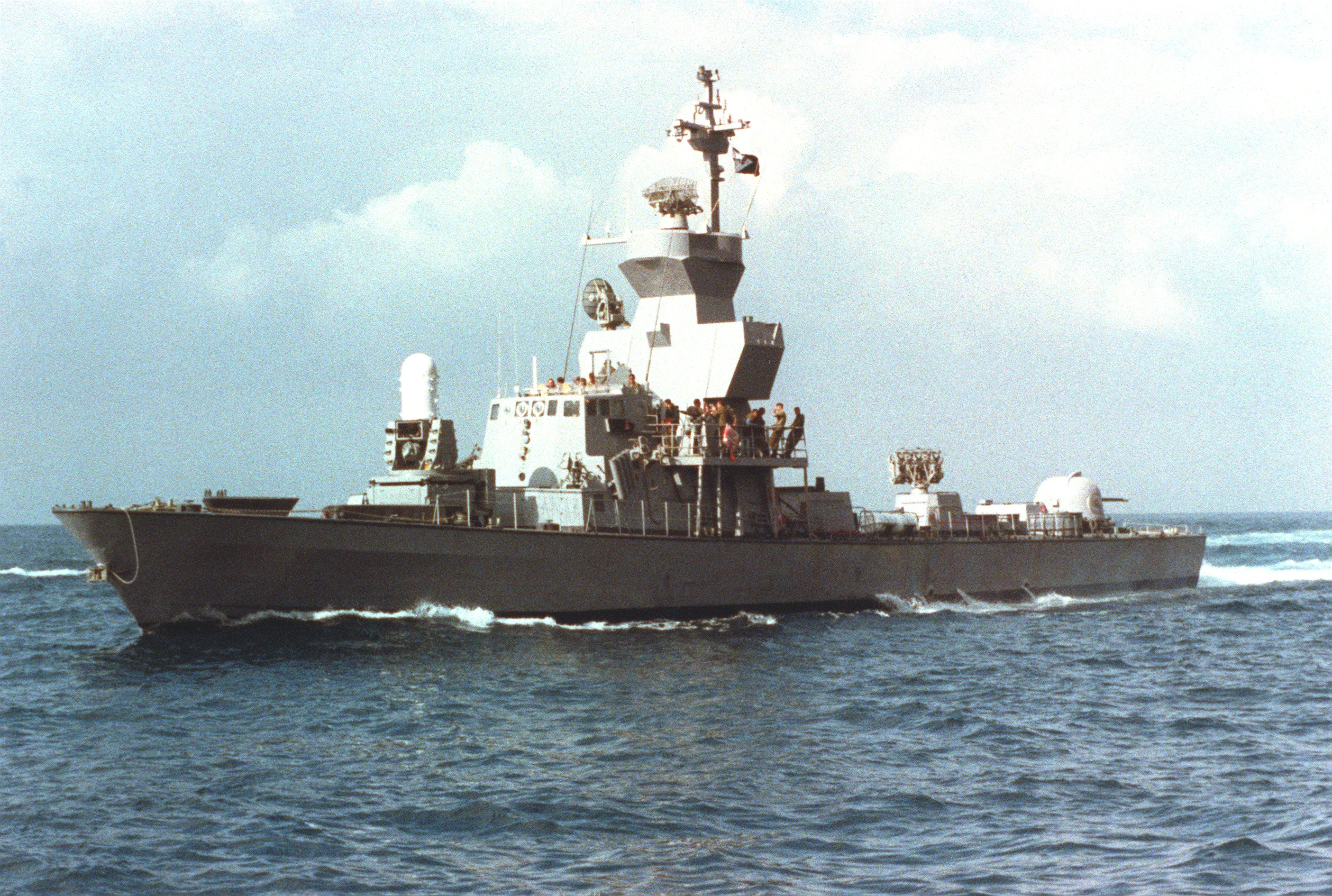
INS Hetz, 1991

- Třída Sa'ar 4.5
  - INS Roma (1981)
  - INS Kešet (1982)
  - INS Hec (1991)
  - INS Kidon (1995)
  - INS Taršiš (1995)
  - INS Jaffa (1998)
  - INS Herev (2002)
  - INS Sufa (2003)

### Hlídkové čluny
- Rychlé hlídkové čluny třídy Dvora

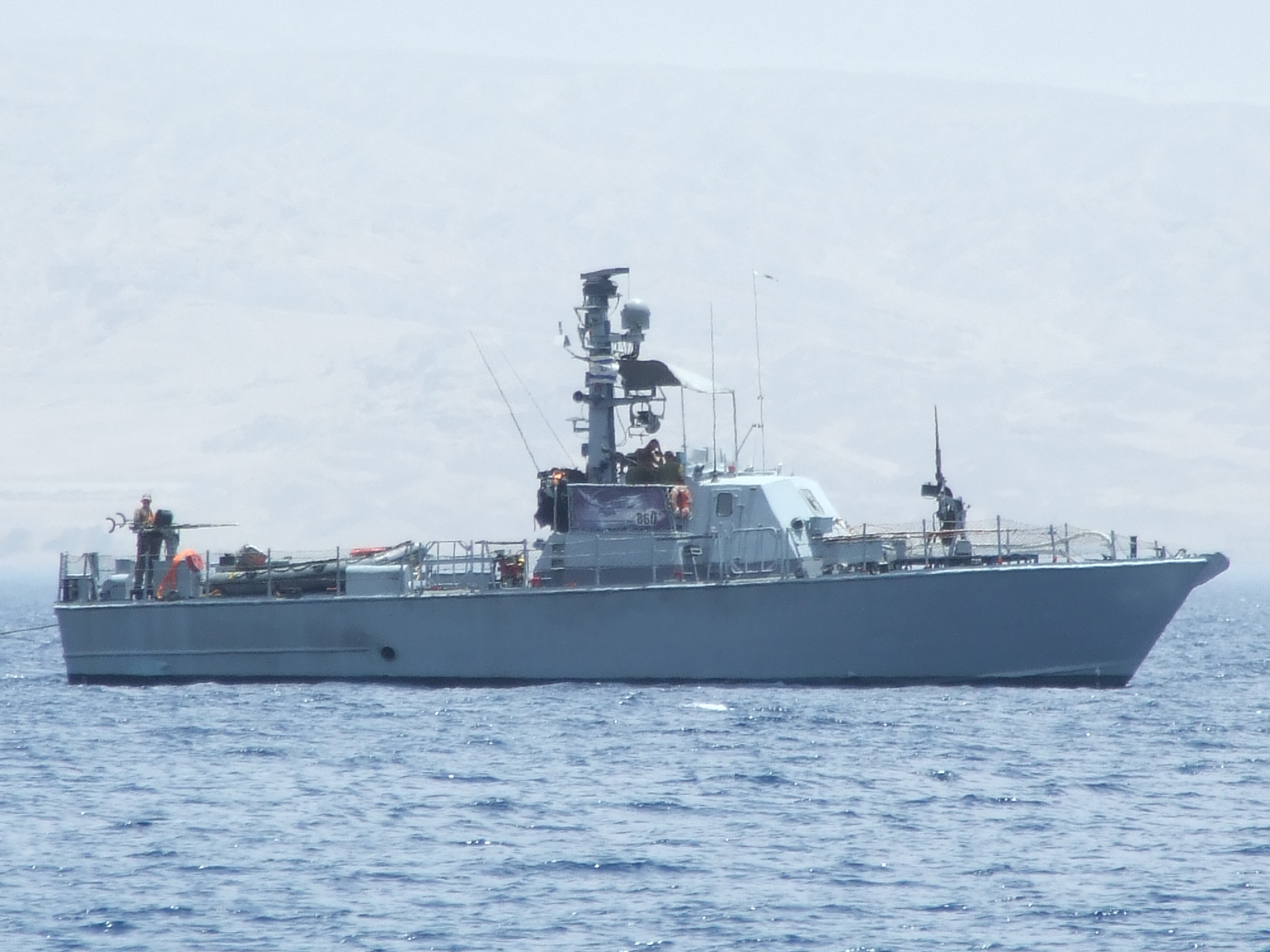
Loď třídy Dabur č. 860, 2008

  - Třída Dvora – 9 aktivních, série 811–819
  - Třída Super Dvora Mk II – 4 aktivní, série 820–823
  - Třída Super Dvora Mk III – 13
- Rychlé hlídkové čluny třídy Shaldag
  - Shaldag Mk III – 5 aktivních, série 840–844
- Hlídkové čluny třídy Defender

### Výsadkové lodě
- Třída Nahshon
  - INS Nahshon (2023)

## Plánované akvizice
- INS Dragon – ponorka třídy Dolphin
- Třída Dakar (3 ks) – ponorky
- Třída Reshef (5 ks) – korvety od loděnice Israel Shipyards, nahradí raketové čluny třídy Sa'ar 4.5.[7]
- Třída Shaldag Mk V (4 ks) – hlídkové čluny